# Wilhelm Dettmer (Sänger)
Georg Christian Wilhelm Dettmer (auch Wilhelm Georg Dettmer; * 29. Juni 1808 in Breinum bei Hildesheim; † 28. Mai 1876 in Frankfurt am Main) war ein deutscher Opernsänger (Bass).

## Leben
Wilhelm Dettmer war der Sohn eines Landwirts, der jedoch seinen Besitz verloren hatte. Er erhielt seine Schulbildung am Andreanum in Hildesheim und besuchte später das Schullehrerseminar in Alfeld, da er ursprünglich Volksschullehrer werden sollte. Als der Direktor einer durchziehenden Schauspieltruppe ihm das Angebot unterbreitete, sie zu begleiten, verließ das Lehrerseminar und schloss sich ihnen an. Seinen ersten Musikunterricht erhielt er von seinem Direktor Santo, nahm anschließend Gesangsunterricht in Hannover. Seine erste Rolle war 1828 der „Herr von Eberbach“ in Heinrich Claurens Stück Der Bräutigam aus Mexiko.
Dettmer stand 1834 erstmals als Bassist in der Rolle des „Mafferu“ in der Oper Das unterbrochene Opferfest von Peter von Winter am Braunschweiger Hoftheater auf der großen Bühne. Von dort aus kam er über Breslau nach Kassel (1835–1837). Dort erhielt er auf Initiative des Generalmusikdirektors Louis Spohr eine weitere Gesangsausbildung. Anschließend gastierte bis 1842 am Opernhaus in Frankfurt am Main und wechselte, bereits auf hoher Stufe der Künstlerschaft stehend, an das Königliche Hoftheater nach Dresden. Er vervollkommnete unter der Leitung von Johann Aloys Miksch seine Gesangsausbildung und war dort unter anderem am 20. Oktober 1842 als „Steffano Colonna“ in der Uraufführung von Richard Wagners tragischer Oper Rienzi und am 19. Oktober 1845 als „Landgraf von Thüringen“ in der Uraufführung des Tannhäuser zu sehen. Trotz seines Erfolges und seiner Beliebtheit beim Publikum kehrte Dettmer 1849 an die Frankfurter Oper zurück, wo er bis 1874 als Sänger und Darsteller aktiv war. Hier hatte er die Möglichkeit erhalten in das Bassbuffo-Fach zu wechseln. Am 11. November 1768 hatte er unter großem Beifall sein vierzigjähriges Künstlerjubiläum gefeiert und am 23. Februar 1874 gab er seine letzte Vorstellung in Albert Lortzings Oper Der Waffenschmied.

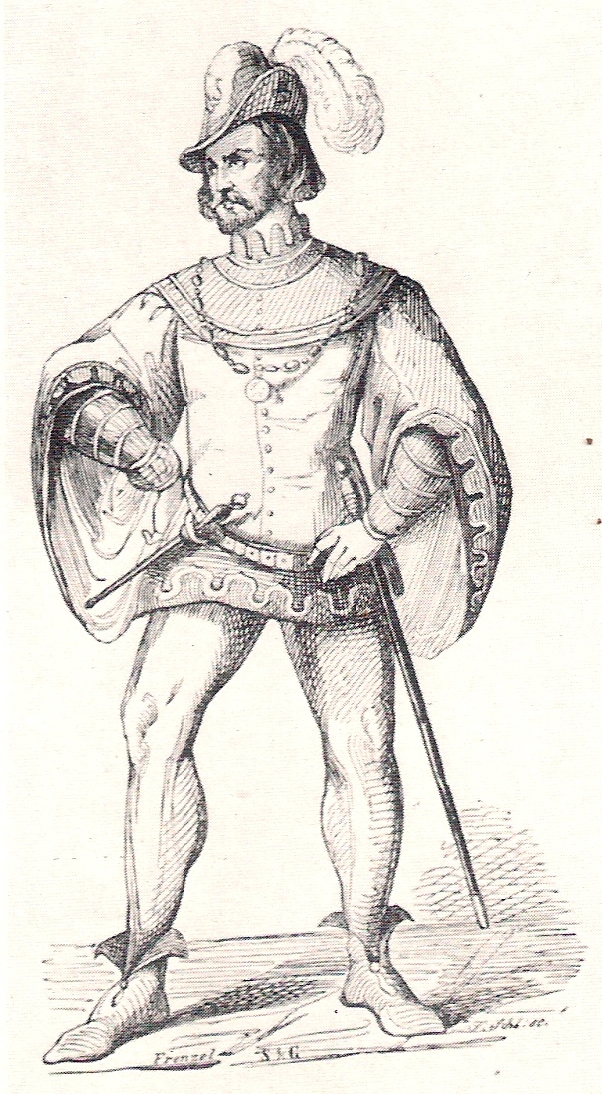
Dettmer als Colonna
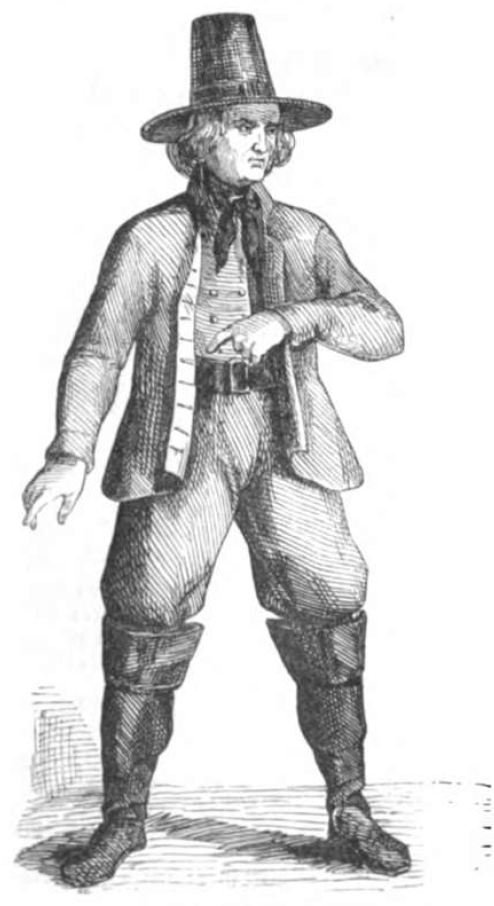
Dettmer als Daland

## Familie
Dettmer war zweimal verheiratet:
- 1834 mit Elisabethe (geborene Stöckler; † 1862)
  - Friedrich Dettmer (1835–1880)[4] für den er eigentlich eine Ausbildung zum Klaviervirtuosen oder Klavierlehrer vorgesehen hatte. Dieser entschied sich jedoch dagegen und wechselte ebenfalls als Sänger und Darsteller ins Bühnenfach.
    - Wilhelm Dettmer (1860–1925) wurde ebenfalls Theaterschauspieler und Opernsänger

  - Marie Dettmer (1837–1885), war als Schauspielerin[5] und Harfenistin aktiv ⚭ Wolff
  - Louise Friederike Wilhelmine Dettmer (* 1839), wurde Schauspielerin
  - Johanna Dettmer (um 1842–1914), wurde Pianistin und Klavierlehrerin
- 1863 mit Anne Catherine Helene (geborene Kauffmann), der Tochter eines Malers, von der er sich 1868 scheiden ließ.